# Ray Chase (doppiatore)
Ray Chase (Freehold, 20 maggio 1987) è un doppiatore statunitense.
Chase ha dato la voce a molti personaggi di serie animate e videogiochi. È sposato con Julia McIlvaine, anche lei doppiatrice.

## Doppiaggio

### Film
- Gabriel May in Malignant
- B. Mitchel Reed in Licorice Pizza
- Narratore in Murder Mystery 2

### Film d'animazione
- Noctis in Kingsglaive: Final Fantasy XV
- Graham in Mobile Suit Gundam Thunderbolt
- Jason Blood/Etrigan in Justice League Dark
- Shinta Takagi in Your Name.
- Zash Caine in Fairy Tail The Movie: Dragon Cry
- Eliott Leland in Godzilla - Il pianeta dei mostri
- David Shield in My Hero Academia: Two Heroes
- Gendō Ikari in Neon Genesis Evangelion: Death & Rebirth
- Gendō Ikari in The End of Evangelion
- Lead Bandit in Wonder Woman: Bloodlines
- Bauer Linden in Ni no kuni
- Takeshi Kovacs in Altered Carbon: Resleeved
- Etrigan in Justice League Dark: Apokolips War
- Tengen Uzui in Demon Slayer - Il treno Mugen
- Toshiaki in Poupelle della Città dei Camini
- Van in The Deer King - Il re dei cervi
- Zelest in The Witcher: Le sirene degli abissi

### Serie animate
- Donovan, Loggins, Rubber Soul, Bruno Bucciarati in Le bizzarre avventure di JoJo
- Howzer in The Seven Deadly Sins - Nanatsu no taizai
- Hanzo, Squala, Geretta in Hunter × Hunter
- Pri Pri Prisoner, Dottor I. Genus in One-Punch Man
- Tenga Onigawara in Mob Psycho 100
- Yu Otosaka in Charlotte
- Masamune Goto in Un marzo da leoni
- Tenshinhan, Olong, ambasciatore shackiano in Dragon Ball Super
- Cyborg 004/Albert Heinrich in Cyborg 009
- Mozgus in Berserk
- Bel, Proto Mercenare in Glitter Force Doki Doki
- Atsumu "Yukiatsu" Matsuyuki in Ano Hana
- Lancer nero in Fate/Apocrypha
- M in Sword Art Online Alternative: Gun Gale Online
- Libra Dohko in I Cavalieri dello zodiaco - The Lost Canvas - Il mito di Ade
- Drang in Granblue Fantasy: The Animation
- Kanda in FLCL Alternative
- Fyodor Dostoyevsky in Bungo Stray Dogs
- Keith Kazama Flick in B The Beginning
- Roswaal L. Mathers, negoziante in Re:Zero - Starting Life in Another World
- Willard in Sirius the Jaeger
- Iwabe Yuino in Boruto: Naruto Next Generations
- Katsumi in Baki
- Gendo Ikari in Neon Genesis Evangelion
- Eren Kruger in L'attacco dei giganti
- Linfocita T in Cells at Work!
- Hank Henriette in To the Abandoned Sacred Beasts
- Torque in Radiant
- Tengen Uzui, Rokuro in Demon Slayer - Kimetsu no yaiba
- Cerise in Pokémon Journeys: The Series
- Ryomen Sukuna, Chōsō in Jujutsu kaisen - Sorcery Fight
- Quarterback in Ghost in the Shell: SAC 2045
- Cadis Etrama Di Raizel in Noblesse
- Karamatsu Matsuno in Mr. Osomatsu
- Donquijote Rosinante in One Piece
- Jason in Resident Evil: Infinite Darkness
- Tobikichi Usahara in Life Lessons with Uramichi Oniisan
- Weisz Steiner in Edens Zero
- Shogo Haizaki in Kuroko's Basketball
- Abigail, Kevidubu in Bastard!!
- Eve in Nier: Automata Ver1.1a
- Cyrano in Monsters: 103 Mercies Dragon Damnation
- Grey in The Grimm Variations
- Ryu Sanada in Arrivare a te
- Lahn in Voltron: Legendary Defender
- Dongle in The Boss Baby: Christmas Bonus
- Scott Summers/Cyclope, giudice russo in X-Men '97
- The Rat Bros in Sasso Carta Forbici
- Arkham, Agni, Rudra in Devil May Cry

### Videogiochi
- Jim Fitzgerald in Grand Theft Auto 4
- Cinder, Arbiter in Killer Instinct
- Duncan in D4: Dark Dreams Don't Die
- L in Xenoblade Chronicles X
- Daks in Star Ocean: Integrity and Faithlessness
- Louis Gallois in Deus Ex: Mankind Divided
- Duke Cayenne in The Legend of Heroes: Trails of Cold Steel II
- Edgar Roni Figaro, Noctis Lucis Caelum in World of Final Fantasy
- Noctis Lucis Caelum in Final Fantasy XV
- Artorius Collbrande in Tales of Berseria
- Maestro dei Maestri in Kingdom Hearts HD 2.8 Final Chapter Prologue
- Alfonse, Roy, Gaius in Fire Emblem Heroes
- Fernand in Fire Emblem Echoes: Shadows of Valentia
- Eve in Nier: Automata
- Evfra De Tershaav in Mass Effect: Andromeda
- Annunciatore della metropolitana di Shibuya, Shadow Asakura/Mara in Persona 5
- Mizuki Aihara in Akiba's Beat
- Noctis Lucis Caelum in Dissidia Final Fantasy NT
- Voci addizionali in Octopath Traveler
- Marlon in The Walking Dead: The Final Season
- Klaus Walz in Valkyria Chronicles 4
- Lantern King in Pathfinder: Kingmaker
- Alfonse in Dragalia Lost
- Heishiro Mitsurugi in Soulcalibur VI
- Roy in Super Smash Bros. Ultimate
- Yūki Terumi/Susanoo in BlazBlue: Cross Tag Battle
- Sez, Taranor Royal Guard, Purrgis, Tywin, Ambitious Tywin in Epic Seven
- Grahm, Jacob Lerner, Simon Gladwell, supermutanti, voci addizionali in Fallout 76
- Gebel in Bloodstained: Ritual of the Night
- Specialista (uomo) in Anthem
- Ruslan Arsenyevich Izmailov in Left Alive
- L'artigiano in Death Stranding
- Genichiro Ashina in Sekiro: Shadows Die Twice
- Keigo Izumida in Judgment
- Bucky Barnes/Soldato d'Inverno in Marvel: La Grande Alleanza 3: L'Ordine Nero
- Marlon in Pokémon Masters
- Klondike, Red Dog in Daemon X Machina
- Rhys Strongfork in Borderlands 3
- Latigo, Paidal in Indivisible
- Voci addizionali in Call of Duty: Modern Warfare
- Craftsman, Rescueworker, dottore in Death Stranding
- Maestro dei Maestri in Kingdom Hearts III Re Mind
- Pri Pri Prisoner in One-Punch Man: A Hero Nobody Knows
- Annunciatore della metropolitana di Shibuya, Shadow Asakura/Mara in Persona 5 Royal
- Ward, Fritz in Fallout 76: Wastelanders
- WLF Soldier, voci addizionali in The Last of Us Part II
- Sire Denathrius in World of Warcraft: Shadowlands
- Nick Ogata/Piss Wizard in Yakuza: Like a Dragon
- Tiberius Rancor in Fallout: The Frontier
- Roswaal L. Mathers in Re:Zero − Starting Life in Another World: The Prophecy of the Throne
- Player: Second Half in Nier Replicant ver.1.22474487139...
- Gouto-Douji in Shin Megami Tensei III: Nocturne HD Remaster
- Goons-4-Less, Nefarious Troopers, voci addizionali in Ratchet & Clank: Rift Apart
- Shun "Chief" Anekoji in Akiba's Trip: Hellbound & Debriefed
- Almond Cookie in Cookie Run: Kingdom
- Alphen, Owl King in Tales of Arise
- Matsuhisa Koga, Ghost in Lost Judgment
- Tengen Uzui in Demon Slayer: Kimetsu no Yaiba – The Hinokami Chronicles
- Voci addizionali in Shin Megami Tensei V
- Rhys Strongfork in New Tales from the Borderlands
- Westley Vuk in Wylde Flowers
- Masatake Arakida in The Tale of Onogoro
- Voci addizionali in Call of Duty: Modern Warfare II
- Theo Kremrath in Star Ocean: The Divine Force
- Roy in Fire Emblem: Engage
- Guile in Street Fighter 6
- Narratore, voci addizionali in Armored Core VI: Fires of Rubicon
- Adam Roslin, Roslin in Everspace 2
- Barbaro (uomo) in Diablo IV
- Neuvillette in Genshin Impact
- The Custodian in Remnant 2
- Voci addizionali in Like a Dragon: Infinite Wealth
- Mandrin, Great Sage of Cornia in Unicorn Overlord
- Extraction Pilot in Helldivers 2

## Doppiatori italiani
- Gabriele Sabatini in Death Stranding [4]